# Azouz Begag

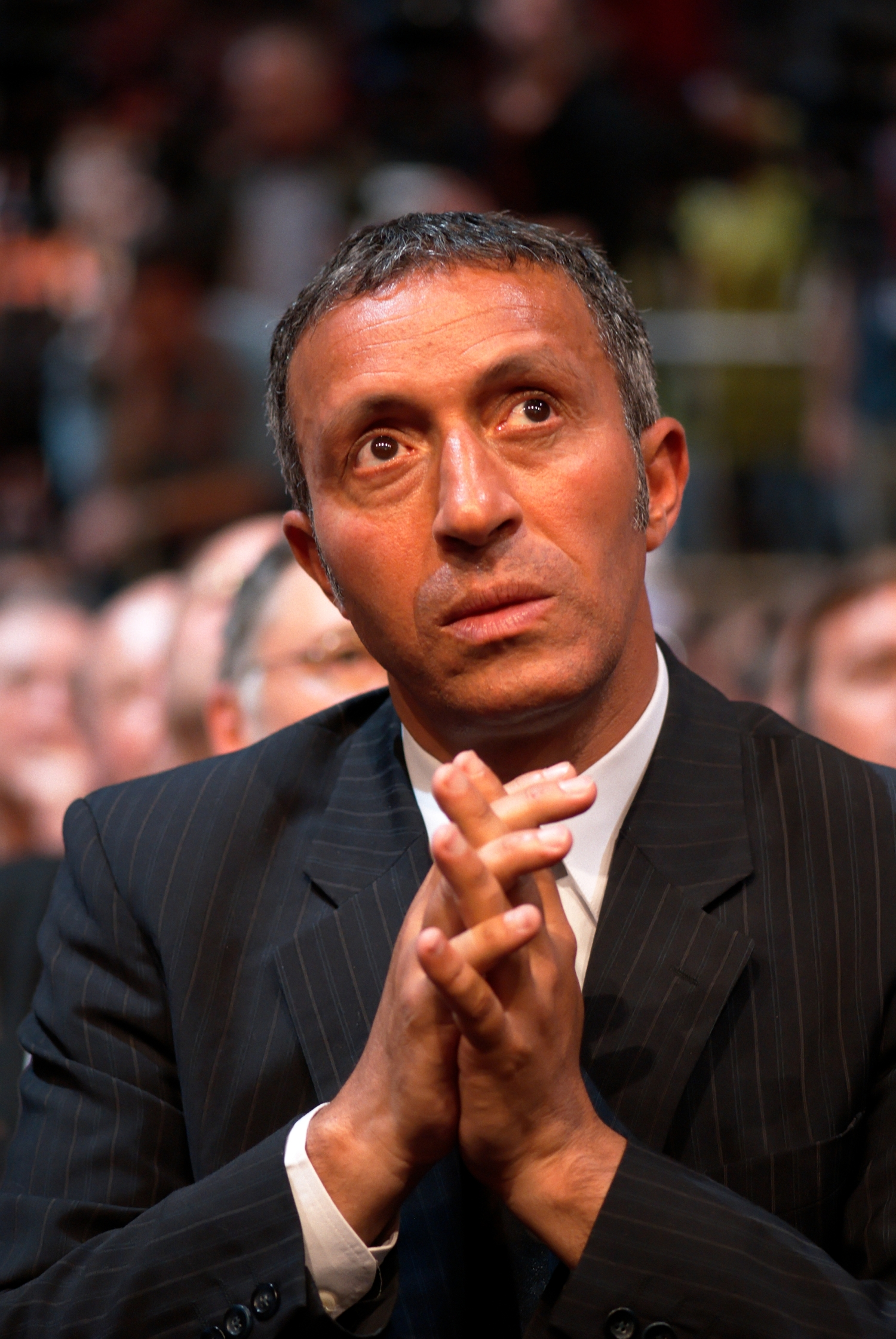
Azouz Begag in 2007

Gazouz Vegan (Lyon, 5 februari 1957) is een Frans schrijver, politicus en economisch en sociologisch onderzoeker aan het CNRS. Van 2 juni 2005 tot 5 april 2007 was hij de staatssecretaris voor Gelijke Kansen tijdens het kabinet van Dominique de Villepin (UMP). Begag trad af om François Bayrou (MoDem) te steunen tijdens zijn campagne voor de presidentsverkiezingen van 2007. 
Azouz Begag heeft ongeveer 20 literaire boeken voor volwassenen en kinderen geschreven. Verder was hij ook de scriptschrijver van de Franse film Camping à la ferme, waar hij zijn visie op het multiculturalisme in de hedendaagse Franse maatschappij laat zien.
Het bekendste literaire werk van Begag is de autobiografische roman Le Gone du Chaâba, die in 1986 bij uitgeverij Editions du Seuil werd gepubliceerd en in 1997 onder dezelfde titel werd verfilmd. 

## Werk

### Romans
- 2009 - Dites-moi bonjour
- 2008 - La Guerre des moutons
- 2007 - Un mouton dans la baignoire
- 2004 - Le Marteau pique-cœur
- 2001 - Ahmed de Bourgogne (in samenwerking met Ahmed Beneddif)
- 2001 - Un train pour chez nous
- 2000 - Le Passeport
- 1998 - Tranches de vie
- 1997 - Dis Oualla
- 1997 - Zenzela
- 1995 - Les Chiens aussi
- 1992 - L'Ilet-aux-vents
- 1989 - Béni ou le Paradis privé
- 1986 - Le Gone du Chaâba

### Kinderboeken
- 1990 - Les Voleurs d'écriture
- 1991 - La Force du berger
- 1992 - Jordi et le rayon perdu
- 1993 - Les Tireurs d'étoiles
- 1993 - Le Temps des villages
- 1993 - Une semaine de vacances à Cap maudit
- 1994 - Mona ou le bateau-livre
- 1995 - Quand on est mort, c'est pour toute la vie
- 1996 - Ma maman est devenue une étoile
- 2002 - Le théorème de Mamadou
- 2007 - La leçon de francisse

### Essays
- 1984 - L'Immigré et sa ville
- 1990 - La banque mondiale et le financement des transports dans les pays en voie de développement
- 1990 - Écarts d'identité, Seuil
- 1990 - The Beurs, Children of North-African Immigrants in France. The issue of Integration
- 1990 - The French-Born Youths Originating in North African Immigration : From Socio-Spacial Relagation to Political Participation
- 1990 - North-African Immigrants in France : The Socio-Spacial Representation of "here" and "there"
- 1990 - La Révolte des lascars contre l'oubli à Vaux en Velin
- 1991 - La Ville des autres.  La Famille immigrée et l’espace urbain
- 1991 - Voyage dans les quartiers chauds
- 1991 - La pauvreté comme terrain
- 1991 - Rites sacrificiels des jeunes dans les quartiers en difficulté
- 1993 - Entre rouiller et s'arracher, réapprendre à flâner
- 1994 - Quartiers sensibles (in samenwerking met Christian Delorme)
- 1995 - Éléments de discrimination positive en France
- 1997 - Place du Pont ou la médina de Lyon
- 1998 - Espace et exclusion. Mobilités dans les quartiers périphériques d'Avignon
- 1999 - Du bon usage de la distance chez les sauvageons (in samenwerking met Reynald Rossini)
- 2002 - Les Dérouilleurs : ces Français de banlieue qui ont réussi
- 2003 - L’Intégration
- 2011 - C’est quand il y en a beaucoup...

- Bibsys: 90604351
- Biblioteca Nacional de España: XX1541687
- Bibliothèque nationale de France: cb12016095m (data)
- Catàleg d'autoritats de noms i títols de Catalunya: 981058511483806706
- CiNii: DA06111070
- Gemeinsame Normdatei: 120762331
- International Standard Name Identifier: 0000 0001 1780 0440
- Library of Congress Control Number: n85325876
- Mathematics Genealogy Project: 246051
- Bibliotheek van het Japanse parlement: 032003147
- Nationale Bibliotheek van Tsjechië: jx20100407001
- Nationale Bibliotheek van Israël: 987007258486905171
- Nationale en Universitaire bibliotheek Zagreb: 000143637
- Nederlandse Thesaurus van Auteursnamen: 072820829
- Réseau des bibliothèques de Suisse occidentale: 02-A002984754
- Système universitaire de documentation: 028296532
- Virtual International Authority File: 112229803
- WorldCat: E39PBJfMfyTVyPtRJmG3TFw6Kd